# Aimee Mullins
Aimee Mullins (Allentown, 20 luglio 1975) è un'atleta paralimpica, attrice e modella statunitense.
È conosciuta per le sue idee sul concetto di corpo e per le sue prestazioni atletiche, nonostante abbia subito l'amputazione di entrambe le gambe quando aveva un anno.

## Biografia
Aimee Mullins è nata con una emimelia peroneale (mancanza dell'osso perone) e pertanto ha subito l'amputazione di entrambe le gambe sotto il ginocchio quando aveva un anno. Si è diplomata alla Parkland High School di Allentown e, ottenuta una borsa di studio, laureata in Servizio estero all'Università di Georgetown, a Washington.
Mentre frequentava l'Università di Georgetown ha gareggiato contro gli atleti normodotati della NCAA nelle gare di atletica leggera. Nello stesso periodo ha fatto un tirocinio in affari esteri presso il Pentagono. Nel 1996, ai Giochi paralimpici di Atlanta, ha stabilito il record personale nei 100 metri piani, con il tempo di 17"01, e nel salto in lungo, con la misura di 3,14 m.
Nel 1999, a Londra, ha sfilato per lo stilista inglese Alexander McQueen su delle protesi di legno intagliato a mano, ed è stata nominata dalla rivista People come una delle cinquanta persone più belle del mondo. Le bellissime protesi in legno fecero scalpore, poiché le persone che non sapevano della sua disabilità pensavano che fossero semplici stivali.
Nel 2002 è apparsa in Cremaster 3, film dell'artista Matthew Barney, nel ruolo di donna ghepardo. Nel 2006 è apparsa nel film World Trade Center, nel ruolo di un giornalista. Nel 2008 è stata l'ambasciatore ufficiale del Tribeca Festival. Dal 2013 è fidanzata con l'attore britannico Rupert Friend. La coppia si è sposata il primo maggio 2016.
Si occupa attivamente di pensiero innovativo, immagine del corpo e problemi legati alle opportunità e all'equità nello sport e nella vita. Su questi temi ha pubblicato articoli ed è stata oggetto di numerose interviste, e in più occasioni è apparsa come oratrice in diverse radio e televisioni, e ha tenuto conferenze al TED e alle Nazioni Unite.

## Filmografia

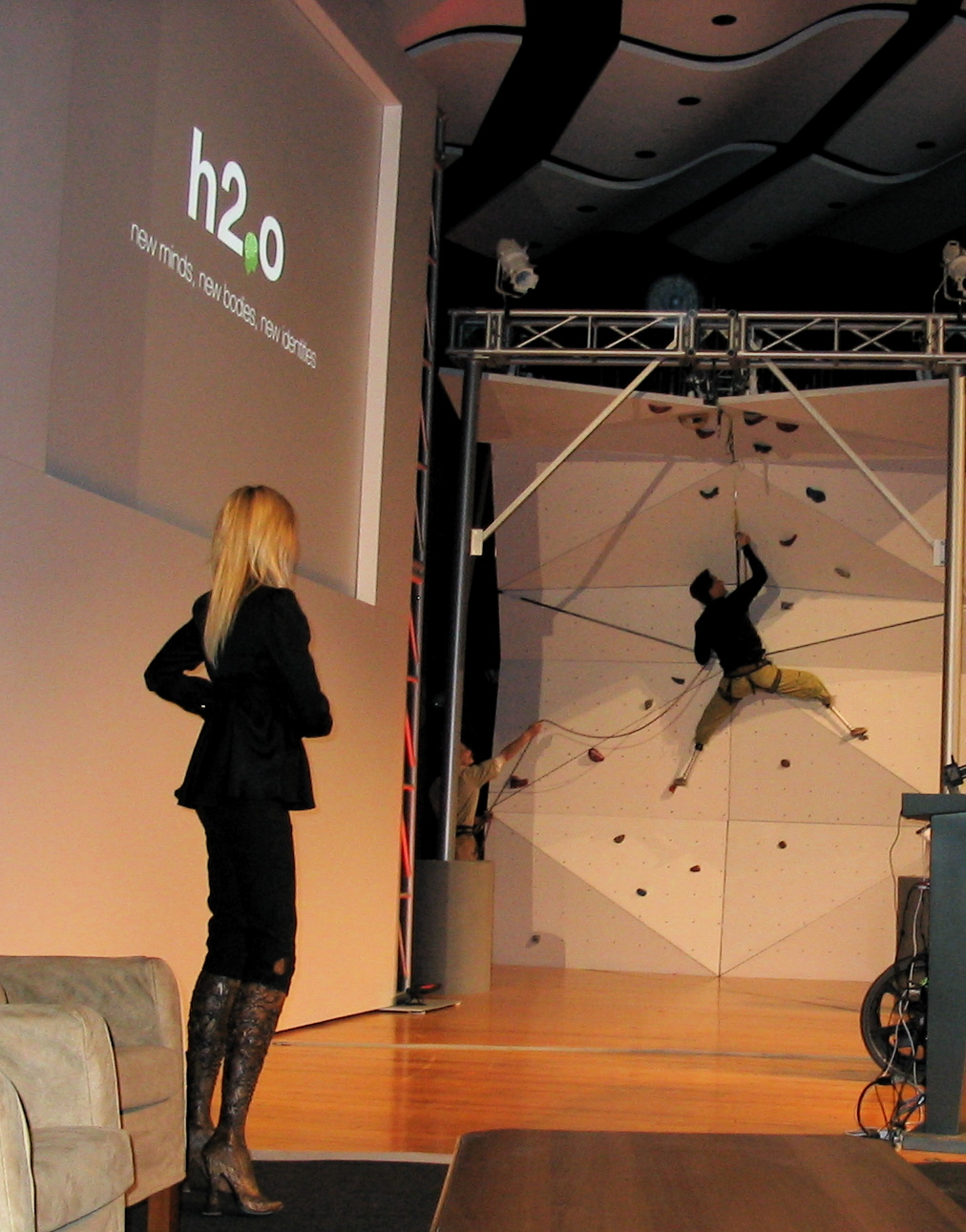
Aimee Mullins e Hugh Herr al MIT Media Lab symposium. 9 maggio 2007.

### Attrice

#### Cinema
- Cremaster 3, regia di Matthew Barney (2002)
- Marvelous, regia di Síofra Campbell (2006)
- World Trade Center, regia di Oliver Stone (2006)
- Quid Pro Quo, regia di Carlos Brooks (2008)
- In the Woods, regia di Jennifer Elster (2013)
- Rob the Mob, regia di Raymond De Felitta (2014)
- Young Ones - L'ultima generazione (Young Ones), regia di Jake Paltrow (2014)
- Appropriate Behavior, regia di Desiree Akhavan (2014)
- River of Fundament, regia di Matthew Barney (2014)
- Stryka, regia di Emily Carmichael (2015)
- In Stereo, regia di Mel Rodriguez III (2015)
- Rufus, regia di Stéphane Dumonceau (2017)
- Unsane, regia di Steven Soderbergh (2018)
- Ubriachi d'amore (Drunk Parents), regia di Fred Wolf (2019)

#### Televisione
- Poirot - serie TV, un episodio (2003)
- Crossbones - serie TV, 4 episodi (2014)
- The Mysteries of Laura - serie TV, un episodio (2015)
- Limitless - serie TV, un episodio (2016)
- Stranger Things - serie TV, 6 episodi (2016 - 2017)
- Odd Mom Out - serie TV, un episodio (2017)
- Bull - serie TV, un episodio (2019)

### Regia, scrittore e produttore
- Chrysalis (2012)

## Programmi Televisivi
- Dateline NBC (1998)
- The Rosie O'Donnell Show (1998)
- The Oprah Winfrey Show (2001)
- The Early Show (2003)
- Today: (2004)
- TEDTalks: (2009)
- The Colbert Report: (2010)
- Curb: The Discussion: (2010)
- Le grand journal de Canal+: (2010)
- Tom Brokaw Presents: Bridging the Divide: (2010)
- Extreme Makeover: Home Edition: (2011)
- Naked in a Fishbowl (2011)
- ABC Evening News: (2012)
- Na plovárne: (2012)
- American Masters: (2012)
- On Thin Ice: (2017)